# الجامعة الأمريكية في روما
الجامعة الأمريكية في روما (بالإنجليزية: The American University of Rome)‏عادة يرمز لها بـ (AUR) هي أقدم الجامعات المانحة للشهادات الأمريكية في روما، إيطاليا. تأسست الجامعة الأمريكية في روما عام 1969. تحتوي الجامعة على 500 طالب وطالبة في الفصل الدراسي الواحد ولغة التدريس الرسمية هي الإنكليزية.

## التخصصات العلمية
إن الجامعة الأمريكية في روما تمنح ثمانية برامج أكاديمية (بكالوريوس)، تتضمن 16 تخصص وتفرّع.بالإضافة إلى شهادتين من مستوى (المساعد)و 18 من الاختصاصات المصغّرة.إن المنح التدريبية متاحة في جميع الاختصاصات الرئيسية، التي تضيف إلى رصيد الطالب عددا من الساعات الاعتمادية بالإضافة إلى أن هذه المنح التدريبية تزود الطلاب بإيطار عملي يستطيعون من خلاله ربط دراستهم بالاهتمامات المهنية.
إن مجالات الدراسة التي تؤمنها الجامعة تتضمن:
درجة الزمالة في الفنون
- الآداب
- الأعمال الدولية

درجة البكالوريوس في الفنون
- تاريخ الفن
- علم الآثار
- التواصل
- التصوير والوسائط الرقمية
- دراسات متعددت الاختصاصات
- العلاقات الدولية والسياسة العالمية
- الدراسات الإيطالية

بكالوريوس في العلوم
- إدارة الأعمال

الاختصاصات المصغرة
- علم الآثار، تاريخ الفن، أعمال الفنية، دراسات وتراث كلاسيكي، التواصل، الاقتصاديات، الكتابة باللغة الإنكليزية، التصوير والوسائط الرقمية، التمويل، الفنون الجميلة، السياسة العالمية، الأعمال الدولية، العلاقات الدولية، بيئة الأعمال الإيطالية، الدراسات الإيطالية، التسويق، التسويق الاجتماعي، العلوم الاجتماعية.

## حرم الجامعة
يقع الحرم الجامعي على قمة تلّة Gianicolo أعلى تلال روما، مما يمتّعها بمشهد مذهل للمدينة. معظم مباني الحرم الجامعي تقع في شارع Via Pietro Roselli بالإضافة إلى مبنى كلّية التّواصل، والمعروف عامّة باسم مبنى Carini -وذلك بسبب وقوعه في شارع Carini - وهو يبعد مسافة قصيرة عن المبنى الرئيسيّ. يحتوي الحرم الجامعي على حديقتين تتمركزان حول المبنيين الرئيسييّن ِA وB بالإضافة إلى المكتبة التي تدعى Evan's Hall. بالإضافة إلى خدمة الإتّصال اللاّسلكي مع الشّبكة العالمية والتي تغطي كلّا من الحديقتين والمباني الرئيسيّة والشرفات الموجودة في الحرم الجامعي.

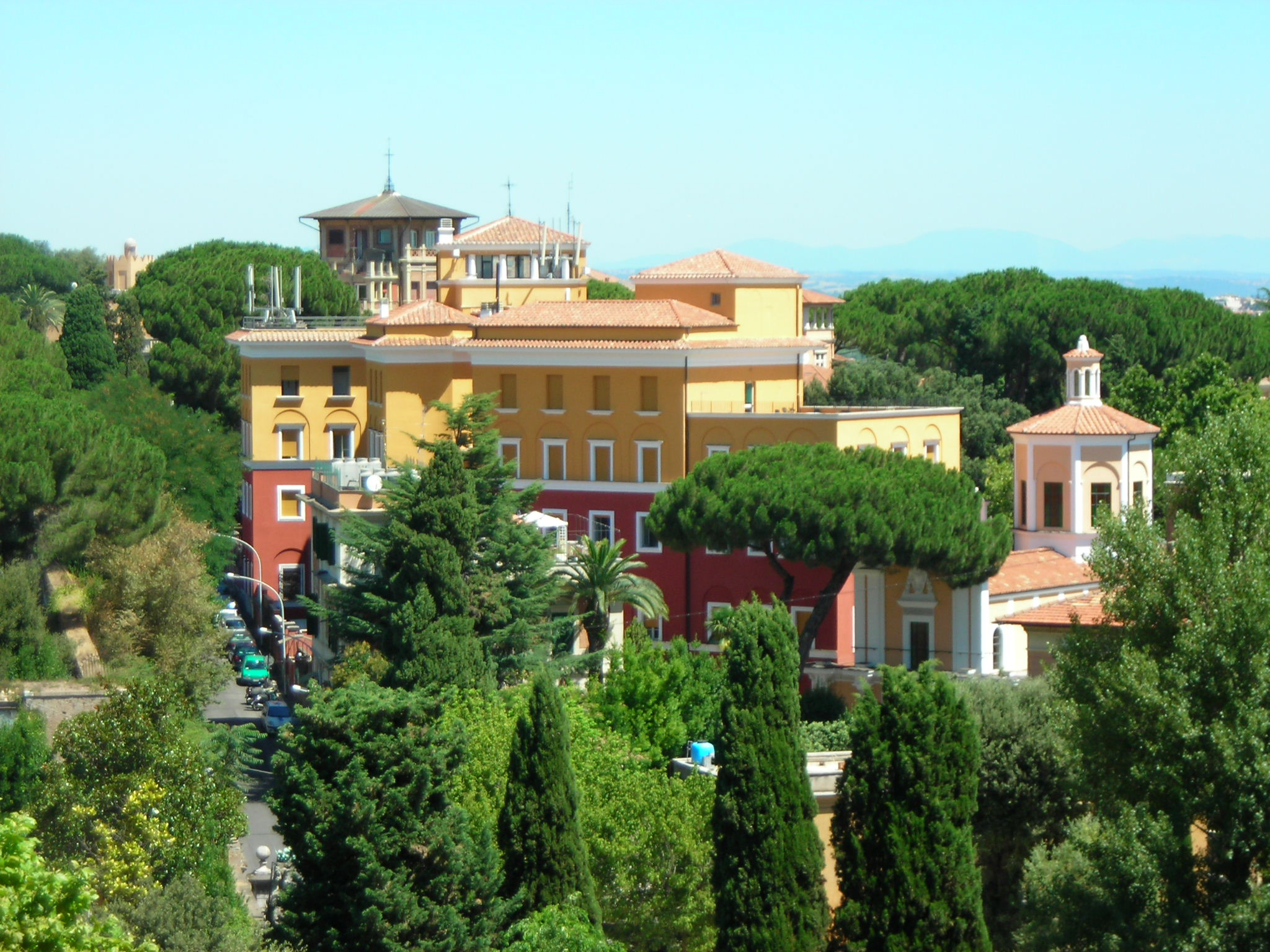
المشهد الكامل للمبنيين الرئيسييّن.
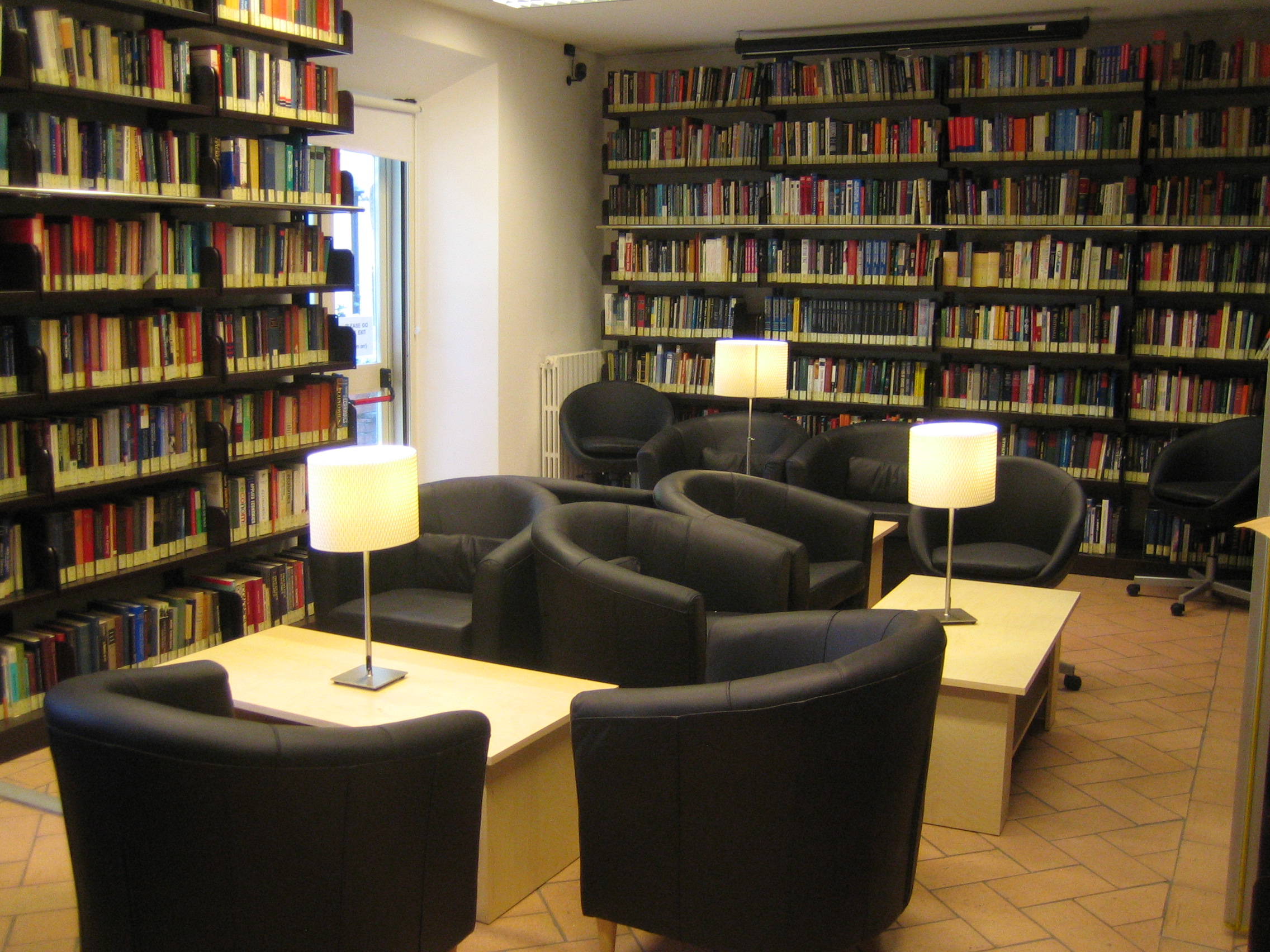
صالة المطالعة الرئيسية في مكتبة الجامعة.

## حياة الطلاب
أن نسبة عدد الطلاب بالنسبة لعدد الكليات في الجامعة الأمريكية في روما هو تقريبا 17\1. إن الجسم الطلابي مكون من خليط متعدد الثقافات ممثل بما يزيد عن الثلاثين جنسية حتى أن العديد من الطلاب هم من متعددي الجنسية.
إن الجزء الغالب من حياة الطلاب تكون خارج الحرم الجامعي في المنطقة المحيطة بالجامعة، مما يتيح للطلاب أن يختلطوا بالمجتمعات المحلية المحيطة بهم.
إن مجتمع الجامعة الأمريكية في روما الطلابي ينشركل سنة وبالتعاون مع الكليات مجلة أدبية من أعمال الطلاب تدعى ريموس Remus. وهنالك أيضا صحيفة شهرية طلابية تنشر تحت اسم هولر "the Howler". ينتظم معظم طلاب الجامعة الأمريكية في روما في منظمات طلابية مثل الحكومة الطلابية وعدد لا بأس به من النوادي مثل: نادي إدارة الأعمال (والذي يقوم بالعديد من المشاريع التي تمول معظمها الجامعة) والنادي الثقافي ونادي الدراسات الإيطالية ونادي التمثيل ونادي العلاقات الدولية والذي ينظم بدوره وفد الجامعة إلى نموذج هارفرد للأمم المتحدة.
كذلك تتضمن نشاطات الطلاب فريق «الذئاب»، الفريق الرياضي الخاص بالجامعة بقسميه الإناث والذكور والذي يلعب دوريا في بطولة فرق جامعات روما.ومن خلال النادي الرياضي يتنافس الطلاب مع أقرانهم من الجامعات الرئيسية في روما مثل RomaTre وجامعة روما سابينزا.

## وصلات خارجية
- الموقع الرسمي